# 山小屋
山小屋是指建造在山上供不特定人借宿、休息、避難的建築。山小屋通常不在車道旁，只能徒步抵達，並且常由政府或非營利組織管理，作為一種共有財。在歐洲、北美等地，山小屋較為普遍，特別是登山觀光游客多的阿爾卑斯山脈、洛基山脈等。，而是作為路過人們臨時居住或避難。

## 類型
可分為有人管理的有人小屋與無人的避難小屋。廣義的山小屋還包括了農林業人員在山中興建，供儲存物品、工具或休息過夜住宿的小屋。還有登山客利用自然洞窟寄宿，被稱作「岩小屋」「岩室」。